# Маркус Фуггер
Маркус Фуггер (*14 лютого 1529 —†18 червня 1597) — німецький банкір та підприємець, представник впливового роду Фуггерів.

## Життєпис
Народився 1529 року в Аугсбурзі. Син Антона Фуггера, банкіра, та Ганни Рехлінгер. навчався банківські справі під орудою свого батька. останній також влаштував вигідний шлб Марксуса з представницею знатного роду. Перед смертю у 1560 році Антон Фуггер призначив керівниками банківського дому Маркуса Фуггера та свого небожа Ганса Якова Фуггера. Спочатку вплив на фірми Маркуса був незачним — усіма справами керував його двоюрідний брат Ганс Яків. У 1563 році їм вдалося дещо поправити баланс після дефолту Іспанії у 1557 році. Втім зрештою Ганс Яків Фуггер довів фірму до вкрай важкого фінансового стану. З цього моменту владу над банком перебирає Маркус Фуггер. Йому вдалося у значній мірі виправити становище. Але у 1575 році Іспанія вдруге оголосила про дефолт, що суттєво позначилося на платіжному балансі банку Фуггерів. Втім у 1577 році Маркусу ще раз вдалося виправити становище, зрештою баланс 1577 року був набагато твердіший за баланс 1563 року.
У наступні роки Маркус Фуггер багато зробив для посилення фінансової потуги свого банку в Європі. Водночас він займав низку впливових посад, зокрема був скарбником ерцгерцога Ернеста Габсбурга, комерц-президентом та членом Баварської ради, війтом м. Ландсхут. Також уславився як збирач книг та антикваріату. У 1595 році він переніс інсульт, від якого не оговтався. Того ж року Маркус передає право розпорядника банком своєму братові Гансу. Сконав Маркус Фуггер 18 червня 1597 року.

## Родина
Дружина — гарфині Сибілла Еберштайн (1531–1589)
Діти:
- 5 синів та 8 доньок